# ایزدان ریگ‌ودایی

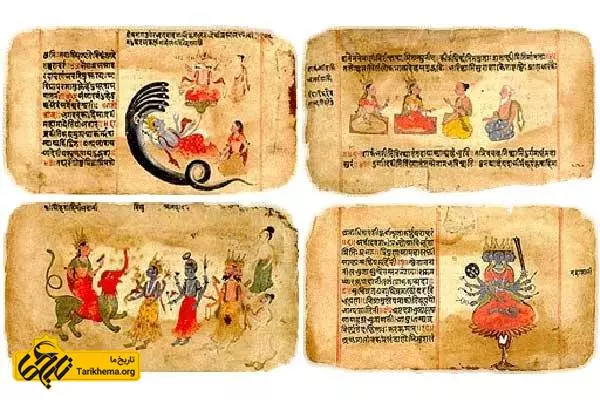
این دین از ایزدانی که جملگی مرد بودند سخن میگوید.

ایزدان ریگ‌ودایی (انگلیسی: Rigvedic deities) ۱۰۲۸ سرود (sūkta) در ریگ‌ودا، متن اصلی دین تاریخی دین ودائی دوره ودایی (۱۵۰۰–۵۰۰ پ. م) وجود دارد. بیشتر این سرودها به خدایان خاصی اختصاص دارد. برجسته‌ترین خدای ایندرا، قاتل وریترا و ویرانگر والا (ودایی)، آزاد کننده گاوها و رودخانه‌ها است. آگنی آتش قربانی و فرستاده خدایان. و سوما، نوشیدنی آیینی اختصاص داده شده به ایندرا، خدایان اصلی دیگری هستند.

## خدایان بر اساس برتری
وداها، به‌ویژه در ریگ ودا، که مجموعهٔ سرودهایی خطاب به خدایان و در ستایش آنها است، از خدایان متعدّد سخن به میان آمده و در مندله‌های متعدد تعداد آنها سی و سه ایزد یا ۳۳۳۹ دانسته شده‌است.
فهرست خدایان ریگودیک توسط تعدادی سرود اختصاصی، پس از گریفیث (۱۸۸۸). برخی از سرودها تقدیم به خدایان زوجی مانند ایندرا-آگنی، میترا-وارونا، سوما-رودرا هستند که در اینجا دو برابر می‌شوند. خدایان هندو (همه خدایان با هم) ۷۰ بار خوانده شده‌است.
1. ایندرا ۲۵۰
2. آگنی ۲۰۰
3. سوما (نوشیدنی) ۱۲۳
4. اشوین‌ها ۵۶
5. وارونا ۴۶
6. ماروت‌ها ۳۸
7. میترا (خدای هندو) ۲۸
8. اوشاس ۲۱
9. ایزد وایو (باد) ۱۲
10. ساویتر ۱۱
11. ریبهوس ۱۱
12. پوشان ۱۰
13. آپریس ۹
14. برهاسپاتی ۸
15. سوریا (ایزد) (خورشید) ۸
16. Dyauṣ Pitṛ́ و Pṛthvī Mātṛ́ (بهشت و زمین) ۶، به اضافه ۵٫۸۴ اختصاص داده شده به زمین تنها
17. آپاس (آبها) ۶
18. آدیتاس ۶
19. ویشنو ۴، به علاوه ۲ سرود زوجی ۱٫۱۵۵ اختصاص داده شده به ویشنو-ایندرا و سرود ۶٫۶۹ اختصاص داده شده به ایندرا-ویشنو. در مجموع ۵ سرود یعنی (۴+۱/۲+۱/۲).
20. برهماناسپاتی ۶
21. رودرا ۴، به‌علاوه یک سرود جفتی ۶٫۷۴ که به هر دو سوما رودرا اختصاص دارد. در مجموع ۴۱/۲ یعنی (۴+۱/۲) سرود
22. دادیکرا ۴
23. یاما (مرگ) ۴
24. رود ساراسواتی / سرسوتی ۳
25. پرجانیا (باران) ۳
26. Vāc (گفتار) ۲ (۱۳۰ بار ذکر شده، به عنوان مثال در ۱۰٫۱۲۵ خدایی شده‌است)
27. واستوسپاتی ۲
28. ویشواکارمان ۲
29. مانیو ۲
30. کبک (پرنده) (خروس کولی، شکلی از ایندرا) ۲

خدایان کوچک (یک سرود اختصاصی یا بدون سرود)
1. ماناس (اندیشه)، مفهوم برجسته، در ۱۰٫۵۸ خدایی شد
2. داکشینا (پاداش کاهنان و شاعران)، مفهوم برجسته، خدایی شده در ۱۰٫۱۰۷
3. پوروشا ("مرد کیهانی" از Purusha sukta 10.90)
4. آدیتی
5. شاچی
6. باگا
7. وازوکرا
8. آتری
9. اپام نپات
10. کستراپاتی
11. روغن حیوانی گی
12. نیرتی
13. آساماتی
14. اورواسی
15. پوروراواس
16. ونا
17. آرانیانی
18. مایابهدا
19. تارکسیا
20. تواستار
21. سارانیو